# Matoury
Matoury är en kommun i det franska utomeuropeiska departementet Franska Guyana i Sydamerika. År 2022 hade Matoury 35 551 invånare.

## Befolkningsutveckling
| Befolkningsutvecklingen i Matoury 1990–2021 | Befolkningsutvecklingen i Matoury 1990–2021 | Befolkningsutvecklingen i Matoury 1990–2021 | Befolkningsutvecklingen i Matoury 1990–2021 | Befolkningsutvecklingen i Matoury 1990–2021 |
| ------------------------------------------- | ------------------------------------------- | ------------------------------------------- | ------------------------------------------- | ------------------------------------------- |
|                                             |                                             |                                             |                                             |                                             |
| År                                          |                                             |                                             | Folkmängd                                   |                                             |
| 1990                                        | 1990                                        |                                             | 10 152                                      |                                             |
| 1999                                        | 1999                                        |                                             | 18 032                                      |                                             |
| 2007                                        | 2007                                        |                                             | 24 893                                      |                                             |
| 2015                                        | 2015                                        |                                             | 32 427                                      |                                             |
| 2021                                        | 2021                                        |                                             | 34 810                                      |                                             |